# رونين (فلم)
رونين (بالإنجليزية:Ronin) ، هو فيلم أمريكي أنتج سنة 1998م، وتم تصويره في فرنسا، وشارك فيه كل من الممثلين القديرين جين رينو وروبرت دي نيرو .

## قصة الفيلم
قيام البطلين كل من سام (روبرت دي نيرو) وفينست (جين رينو) في البحث عن الصفقات المشبوهة التي يقوم بها كل من المافيا الروسية والإيرلندية .

## الممثلون
- روبرت دي نيرو في دور سام
- جان رينو في دور فنست
- جوناثان برايس في دور ساميوس
- ناتاشا ماكليهون في دور Deirdre
- ستيلان سكارسغارد في دور جرغور
- شون بين في دور سبينس
- سكيب سودوث  [لغات أخرى]‏ في دور لاري
- مايكل لونسديل as Jean-Pierre
- Jan Triska as Dapper Gent
- فيودور اتكين as Mikhi
- كاتارينا فيت as Natacha Kirilova
- برنار بلوخ as Sergi

## وصلات خارجية
- مقالات تستعمل روابط فنية بلا صلة مع ويكي بيانات
- American Cinematographer magazine article